# 蔥頭小浪花介
蔥頭小浪花介（学名：Cytherella caepae）为小浪花介科小浪花介屬下的一个种。